# Ochreinauclea
Ochreinauclea es un género con dos especies de plantas con flores perteneciente a la familia Rubiaceae.

## Especies
- Ochreinauclea maingayi
- Ochreinauclea missionis